# Widnau
Widnau é uma comuna da Suíça, no Cantão São Galo, com cerca de 7.880 habitantes. Estende-se por uma área de 4,23 km², de densidade populacional de 1.863 hab/km². Confina com as seguintes comunas: Au, Balgach, Diepoldsau, Lustenau (AT-8).
A língua oficial nesta comuna é o Alemão.